# Den sidste detalje
|  | Denne artikel er oprettet af botten PalnaBot ud fra en ekstern database. Den kan derfor have sproglige fejl eller mangler. Denne skabelon kan fjernes efter kontrol af indholdet. |

Den sidste detalje er en kortfilm instrueret af Lars von Trier efter manuskript af Rumle Hammerich.

## Handling
Gangsterdrama om smågangsteren Frank, der får sin bror Danny til at hjælpe sig på flugt. I en parkeringskælder opdager Danny dog liget af sin bror i den bil, som han skal flygte i. Det hele kulminerer på en badeanstalt, hvor Danny omkommer under et opgør med bagmanden og hans hjælpere (kilde: Peter Schepelerns bog "Lars von Triers elementer - en filminstruktørs arbejde", 1997).